# Faycal Rherras
Faycal Rherras (Luik, 7 april 1993) is een Belgisch-Marokkaans voetballer die opgroeide in Luik. Hij speelt als verdediger. In juli 2014 tekende hij een contract van t jaar, met optie op nog een jaar, bij Sint-Truidense VV.

## Jeugd
Rherras groeide op in Luik, en begon zijn carrière bij de jeugd van Standard Luik. Deze ruilde hij later in voor de jeugd van Club Brugge die hij later ook weer inruilde voor de jeugd van K. Beerschot AC.

## Profcarrière
Toen K. Beerschot AC failliet ging, ging Rherras op zoek naar een nieuwe club. Hij kwam uit bij CS Visé, dat op dat moment in Tweede klasse speelde. Hij werd er meteen bij de eerste ploeg gezet. In zijn eerste jaar als prof speler speelde hij een sterk seizoen, maar kon hij niet voorkomen dat CS Visé laatste werd en zo dus degradeerde.
Op 9 juli 2014 nam Sint-Truidense VV Rherras over van CS Visé. Hij moest er de opvolger worden van Giel Deferm, wiens contract niet verlengd werd.
Rherras tekende er een contract van twee jaar met optie op nog een jaar. Onder trainer Yannick Ferrera promoveerde Rherras met STVV naar de Jupiler Pro League. Na afloop van zijn contract in 2016 trok hij transfervrij naar het Schotse Heart of Midlothian FC.
In de zomer van 2017 haalde KV Mechelen, waar trainer Yannick Ferrera hem nog kende van bij STVV, Rherras terug naar België. De transfer werd echter een flop, en in de terugronde werd hij uitgeleend aan het Schotse Hibernian FC. Bij zijn terugkeer werd het contract van Rherras in onderling overleg ontbonden, waarop hij transfervrij naar de Franse tweedeklasser AS Béziers trok. Een jaar later ging hij aan de slag bij FK Qarabağ, de landskampioen van Azerbeidzjan.

## Statistieken
| Seizoen         | Club                   | Competitie           | Competitie | Competitie | Play-offs | Play-offs | Beker | Beker | Totaal | Totaal |
| Seizoen         | Club                   | Competitie           | Wed.       | Dlp.       | Wed.      | Dlp.      | Wed.  | Dlp.  | Wed.   | Dlp.   |
| --------------- | ---------------------- | -------------------- | ---------- | ---------- | --------- | --------- | ----- | ----- | ------ | ------ |
| 2013-2014       | CS Visé                | Tweede klasse        | 26         | 7          | 0         | 0         | 2     | 0     | 28     | 7      |
| 2014-2015       | Sint-Truidense VV      | Tweede klasse        | 19         | 1          | 0         | 0         | 2     | 0     | 21     | 1      |
| 2015-2016       | Sint-Truidense VV      | Jupiler Pro League   | 28         | 0          | 0         | 0         | 1     | 0     | 29     | 0      |
| 2016-2017       | Heart of Midlothian FC | Scottish Premiership | 19         | 1          | 0         | 0         | 0     | 0     | 19     | 1      |
| 2017-2018       | KV Mechelen            | Jupiler Pro League   | 9          | 0          | —         | —         | 1     | 0     | 10     | 0      |
| 2017-2018       | → Hibernian FC         | Scottish Premiership | 1          | 0          | 0         | 0         | 0     | 0     | 1      | 0      |
| 2018-2019       | AS Béziers             | Ligue 2              | 23         | 2          | —         | —         | 1     | 0     | 24     | 2      |
| 2019-2020       | FK Qarabağ             | Premyer Liqası       | 5          | 0          | —         | —         | 0     | 0     | 5      | 0      |
| Carrière totaal | Carrière totaal        | Carrière totaal      | 131        | 11         | 0         | 0         | 7     | 0     | 138    | 11     |